# Astragalus ammodendron
Astragalus ammodendron — вид квіткових рослин з родини бобових (Fabaceae). Ареал охоплює такі країни: Казахстан, Росія, Туркменістан, Узбекистан.

## Середовище
Росте на схилах осипів, у глинистих пустелях, рівнинах та купистих пісках. Цей вид також описується як один з видів рослин-господарів для виду напівтвердокрилих Camptotylidea albovittata. Вид знайдений на висотах 0–1100 метрів. Наразі цей вид, здається, не перебуває під якимись конкретними загрозами, але екорегіони, де він зустрічається, загалом перебувають під загрозою через сільське господарство, надмірне випасання худоби, надмірне використання деревних рослин для дров та виробництва шовку.

## Біоморфологічна характеристика
Це багаторічний кущ.

## Використання
Використовується як кормова рослина.